# Lisa Ohlin
Lisa Ohlin, née le 20 février 1960 à New York, est une réalisatrice et scénariste suédoise.

## Biographie
Lisa Ohlin effectue des études d'anthropologie à l'Université George-Washington puis de cinéma à la New York University Graduate Film School. Elle travaille alors à divers postes sur plusieurs films suédois. D'abord également intéressée par le théâtre et la peinture, elle se tourne ensuite définitivement vers le cinéma,. De 2006 à 2011, elle est consultante pour l'Institut suédois du film.
Elle est la fille de l'économiste Göran Ohlin (sv) et de Ruth Ohlin, la belle-fille de la journaliste Anita Lagercrantz-Ohlin (sv) et la petite-fille du juriste et économiste Holger Ohlin (sv).

## Filmographie
| 1994 | Ingen som Du                           | Oui | Oui |
| 1995 | Happy Days                             | Oui | Oui |
| 1995 | Nattens barn                           | Oui | Non |
| 1998 | Veranda för en tenor                   | Oui | Oui |
| 2002 | Familjen (série TV)                    | Oui | Non |
| 2003 | Tillfällig fru sökes                   | Oui | Non |
| 2005 | Kvalster (série TV)                    | Oui | Non |
| 2005 | Sex, hopp & kärlek                     | Oui | Oui |
| 2011 | Simon och ekarna (Simon et les chênes) | Oui | Non |
| 2013 | Wallander – Sorgfågeln                 | Oui | Non |
| 2016 | Walk with Me                           | Oui | Non |

## Théâtre
- 2012 : Next to Normal, mise en scène.